# Jay Gottlieb
 (juillet 2025).
Si vous disposez d'ouvrages ou d'articles de référence ou si vous connaissez des sites web de qualité traitant du thème abordé ici, merci de compléter l'article en donnant les références utiles à sa vérifiabilité et en les liant à la section « Notes et références ».
Pour les articles homonymes, voir Gottlieb.
Jay Gottlieb est un pianiste américain contemporain, né en 1954 à New York.

## Biographie
Né à New York, Jay Gottlieb a étudié à la High School of Performing Arts, à la Juilliard School et à l'université Harvard, d'où il sort avec le diplôme de Master of Arts. Il travaille avec des pianistes majeurs du XXe siècle, parmi lesquels Robert Casadesus ou  Yvonne Loriod, et des compositeurs tels Nadia Boulanger, Olivier Messiaen, Giacinto Scelsi, John Cage, George Crumb.
Il a créé de nombreuses œuvres pour le piano, dont quantité d'entre elles lui sont dédiées. On peut citer : Jay, pour piano et sept cuivres de Franco Donatoni, Les Études de Maurice Ohana, Gemelli, de Sylvano Bussotti, Voyants, de Barbara Kolb, Etude de Magnus Lindberg, Gottlieb Duo de Ralph Shapey, Concerto-Fantaisie de Betsy Jolas, Étude-Variation de Gilbert Amy, Jazz Connotation de Bruno Mantovani, le Concerto pour piano de Régis Campo, le Concerto pour Piano d'Antonio Chagas Rosa. Parmi les chefs d'orchestre avec qui il a travaillé, on peut citer Pierre Boulez, Seiji Ozawa, Kent Nagano, Michael Tilson Thomas, Aaron Copland, Lukas Foss, Gunther Schuller, Robert Craft, John Nelson, Gilbert Amy, Arturo Tamayo, Michel Plasson, Diego Masson, Paul Méfano, Pascal Rophé, Luca Pfaff, Denis Cohen, Ronald Zollman, Laurence Equilbey.
« Pianiste reconnu dans sa spécialité et pédagogue réputé », il a collaboré à la revue musicale Piano, et est coauteur du livre 10 ans avec le piano du XXe siècle édité aux Éditions de la Cité de la Musique à Paris.

## Récompenses
- Prix Lili Boulanger (Boston, Massachusetts, États-Unis)
- Lauréat de la Fondation Yehudi Menuhin
- Prix de la Fondation Rockefeller à New York[2]
- Prix de la National Endowment for the Arts (États-Unis)
- Premier Prix au Concours international d'improvisation à Lyon
- Prix du Festival de Paris
- Prix du Festival de Tanglewood
- Grand Prix du Disque de l'Académie Charles Cros
- Diapason d'Or
- Choc du Monde de la Musique

## Sélection d'enregistrements
- China Gates, Phrygian Gates, de John Adams
- Figure, de Michèle Reverdy
- Avoaha, Lys de Madrigaux, de Maurice Ohana
- Piano et Percussions avec Gordon Gottlieb et des œuvres de Maurice Ohana, Brian Schober, Jay et Gordon Gottlieb
- Sonate pour violon et piano, de Giacinto Scelsi
- Harawi, d'Olivier Messiaen
- Arcane, d'Allain Gaussin
- Appello, de Barbara Kolb
- Sonate pour piano, d'Alessandro Solbiati
- Sonate pour piano n° 2, de Charles Ives
- Œuvres pour piano, de Charles Ives
- Œuvres pour piano non-préparé de John Cage
- Hommage à George Crumb
- Musique pour piano de Philip Glass
- Jazz Connotation et D'Un Rêve Parti de Bruno Mantovani
- Continents avec des œuvres de Régis Campo, Benoît Delbecq, Frédéric Lagnau, Lukas Ligeti, Charles Koechlin, Francis Poulenc, et David Lang
- Concerto pour piano, de Régis Campo
- Concerto pour piano, de Dimitri Yanov-Yanovsky
- Œuvres pour piano, de Nicolas Obouhow
- Œuvres pour piano, de George Gershwin
- Rituels, de Zad Moultaka
- Œuvres de Frédérick Martin
- Cage Meets Satie : œuvres pour deux pianos
- Œuvres de George Crumb